# 法住寺 (京都市)
法住寺（ほうじゅうじ）は、京都市東山区三十三間堂廻り町にある天台宗の寺院。本尊は不動明王。後白河法皇ゆかりの寺である。

## 概要
12世紀半ばに後白河法皇によって建立された寺院ないし宮殿の名を引き継いだ寺院である。もとは鴨川から東山にかけての七条通り沿いに14ヘクタール以上の広大な敷地を有していた。
当地域にみられる最も古い遺構は平安時代前期のもので祭祀用埋納遺構などが検出されている。
その後、藤原為光によって法住寺が創設され、その後院政期にはこの寺を中心に後白河法皇の御所「法住寺殿」がいとなまれた。法住寺殿が木曾義仲によって焼き討ちされ、数年を経て後白河法皇も崩御すると、法住寺は後白河法皇の御陵をまもる寺として江戸時代末期まで存続、明治時代に御陵と寺が分離され現在にいたる。
身代り不動明王像は、平安期の作風とされる。この不動像は寺伝では円仁（慈覚大師）が造立したといわれ、後白河法皇の信仰も篤かった。義仲の放火の際には法皇の身代りとなったと伝えられており、現在も毎年11月15日には不動会（ふどうえ）が営まれる。

## 歴史

### 平安中期
『扶桑略記』によると永延2年（988年）に藤原為光が法住寺供養（落慶法要）を営んだとするが、寺が造営された位置は不明である。為光は寛和元年（985年）6月に妻を、次いで7月には花山天皇の女御であった娘藤原忯子を失っており、その菩提を弔う目的でこの寺を創建したという。しかし、『小右記』によると長元5年（1032年）に焼亡したという。

### 院政期・法住寺殿
平安時代後期中葉になり信西（藤原通憲）によって法住寺堂や邸宅が造営された。
保元3年（1158年）に後白河天皇は譲位して上皇となり、法住寺を院の御所に定めたという。『山槐記』によるとその2年前（1156年）に後白河天皇は信西の法住寺堂に行幸している。
御所等の造成事業は永暦2年（1161年）頃に開始されたと推定され、南殿や北殿がほぼ同時期に造営された。この御所の造営に先立ち、永暦元年（1160年）には上皇が尊崇する日吉や熊野本宮から勧請し、それぞれ新日吉社と新熊野社が法住寺内に建立された。
『山槐記』によると上皇は永暦2年（1161年）に新造の東山御所（南殿）に移徙し、その後、西御所や北殿の七条上御所にも渡御した。
御所や寺院は主に以下のように構成された。
- 法住寺南殿（法住寺御所・東山御所） - 中央に寝殿があり、南辺には園池があった[2]。『重方記』によると建物は藤原信頼の中御門西洞院邸の建物が移築されたという[2]。
- 法住寺北殿（七条御所・七条殿） - 西側の下御所（七条河原殿・後に桟敷殿）と東側の上御所（東御所）からなる[2]。
- 蓮華王院御堂（三十三間堂） - 長寛2年（1164年）に平清盛が造進した[2][3]。
- 最勝光院 - 蓮華王院の南西方に位置[2]。

仁安2年（1167年）には新たに山科御所が造営され、さらに新御堂や不動堂も建立された。
後白河上皇は嘉応元年（1169年）に園城寺の長吏覚忠を呼んで出家して法皇となり、後に鴨川の東・綾小路の地に比叡山にあった妙法院を移転させて法住寺と新日吉社を付け、妙法院を門跡寺院（綾小路門跡）とした。
安元2年（1176年）、法皇の女御・建春門院（平滋子）が亡くなると、蓮華王院の東側に新造した法華三昧堂に埋葬された。
法皇と平家の栄華を象徴する法住寺殿ではあったが、寿永2年（1183年）に木曾義仲の軍勢によって南殿に火がかけられ（法住寺合戦）、法皇は北の門から新日吉社へむけ輿にのって逃亡、以後法皇は六条西洞院の長講堂に移った（この長講堂も文治4年（1188年）に焼亡した）。
建久2年（1191年）、源頼朝が各地に造営を課して法住寺殿は再建された。ただ、義仲の襲撃にあった建物に関しては、第4次調査で出土した瓦などに火を受けた痕跡はなく、『吾妻鏡』によると再建には修理を加えたとのみあることから、南殿は全面的に焼亡していたわけではないとみられている。
建久3年（1192年）に法皇は崩御し、法住寺殿の法華堂に葬られた。この法華堂は建春門院の法華堂の南側にあたり、蓮華王院（三十三間堂）に対面して二堂が並立していたと推定されている。建春門院の法華堂は14世紀には破損がひどかったという記録があり（『花園天皇宸記』）、現在は、法皇の法華堂のみが残っている。

### 鎌倉期から江戸末期まで
その後、法住寺は後白河法皇の御陵をまもる寺として長く存続した。前述のごとく鎌倉時代までは建春門院を祀る法華堂、後白河法皇を祀る法華堂が、蓮華王院の東に並び立っていた。時の権力の変遷に伴って法住寺はいくつかの近隣寺院と関係を持った。とくに妙法院との関係は依然として密接であった。
豊臣秀吉の時代には、すぐ北にあった方広寺（京の大仏）が法住寺や蓮華王院の寺域を包摂するということもあったが、江戸幕府によって妙法院が重要視されるようになると、妙法院と一体視され、法住寺は妙法院門跡の「院家」として待遇された。妙法院の日記である『妙法院日次記』には、江戸時代を通じて、法住寺の名前があがっている。また現在は法住寺と分離されている隣接の後白河天皇陵内に「法住寺」と書かれた江戸時代の手水鉢が残されており、後白河天皇の陵を継続してまもってきたことが知られる。なお妙法院に住持した歴代法親王（門跡）の墓所も法住寺境内にあった。
また元禄年間（1688年 - 1704年）には大石内蔵助が当寺に参拝したと伝えられ、その縁から四十七士木像も安置されている。幕末に法住寺陵が後白河天皇の御陵ではないと唱えた学者が現れた時、当時の住持が御陵の真下を掘ったところ記録どおりに天皇の遺骨を納めた石櫃が見つかったといわれている。

### 明治初頭から現在
明治に入ると、後白河天皇陵と妙法院門跡法親王の墓所が寺域から分離され、宮内省の管轄におかれた。明治の初め、東山渋谷にあった佛光寺から親鸞ゆかりとされる阿弥陀如来像や、親鸞そば喰いの像が移されている。法住寺は明治期から昭和にかけて「大興徳院」と寺名が改称されたが1955年（昭和30年）、法住寺に復名した。明治時代初頭に後白河天皇陵をまもるという役割は形式上は終わったが、陵に置かれている後白河法皇像の模作を1991年（平成3年）に造立し安置するなど、現在でも密接な関係を持っている。また法皇が愛した今様の歌合せも復元して行われている。
また、当寺は漫画『サザエさん』の作者・長谷川町子の菩提寺でもあり、法住寺正門の提灯には「サザエさん長谷川町子菩提寺」の札が掲げられている。長谷川が生前に『平家物語』ゆかりの地を探訪していた際に「静かでいいところ」として当寺の環境を気に入り、住職と親交を持ったことが縁となって没後に遺骨の一部が本寺へ分骨された。境内には長谷川直筆のサザエ・ワカメ・タラちゃんを描いた色紙が展示されている。

## 境内
- 本堂
- 阿弥陀堂
- 庭園
- 庫裏
- 鎮守社
- 福寿観音
- 十三重石塔
- 長谷川町子の墓
- 正門（北門）
- 山門（竜宮造） - 旧御陵正門。

## 後白河天皇法住寺陵

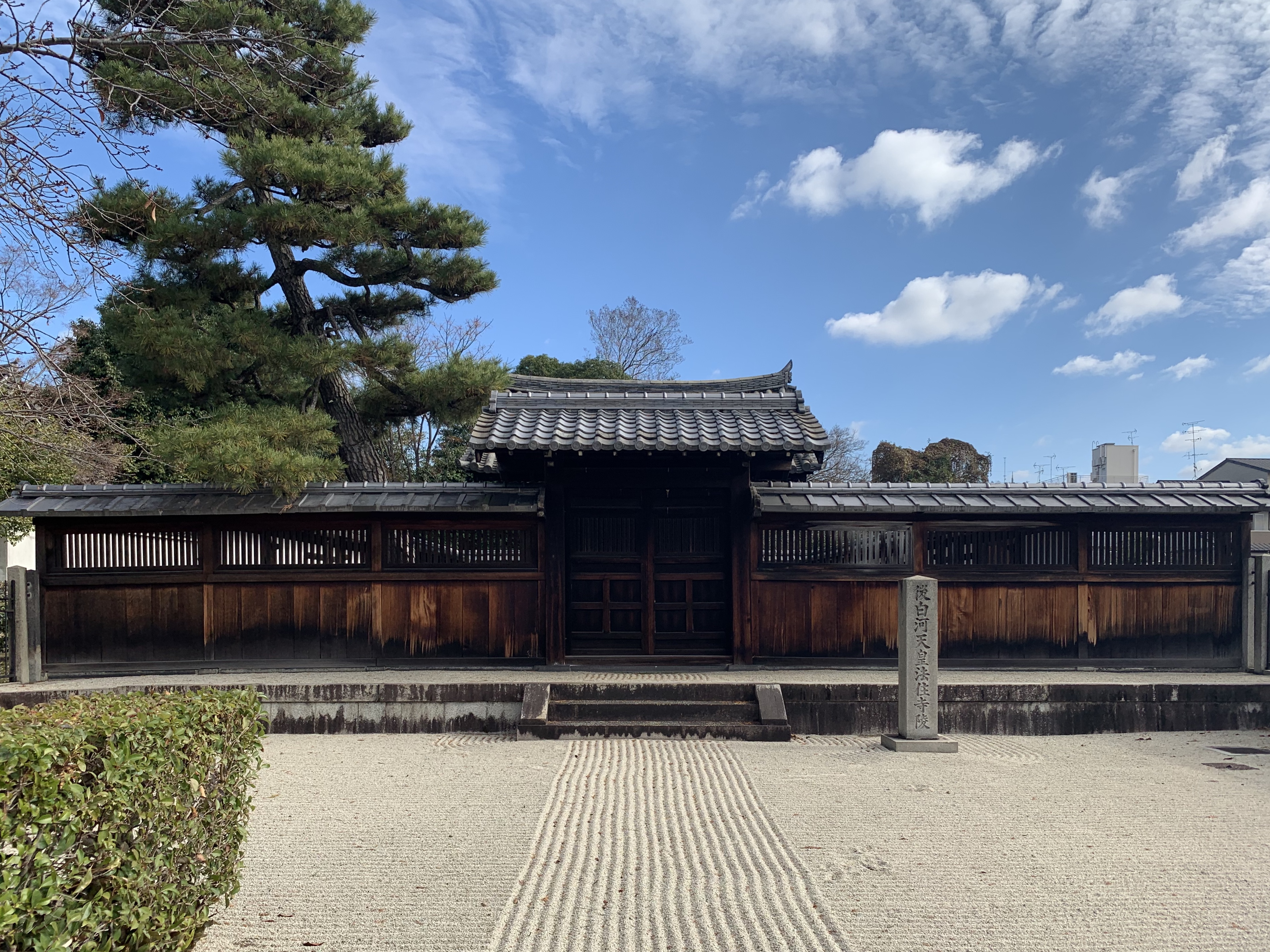
後白河天皇法住寺陵

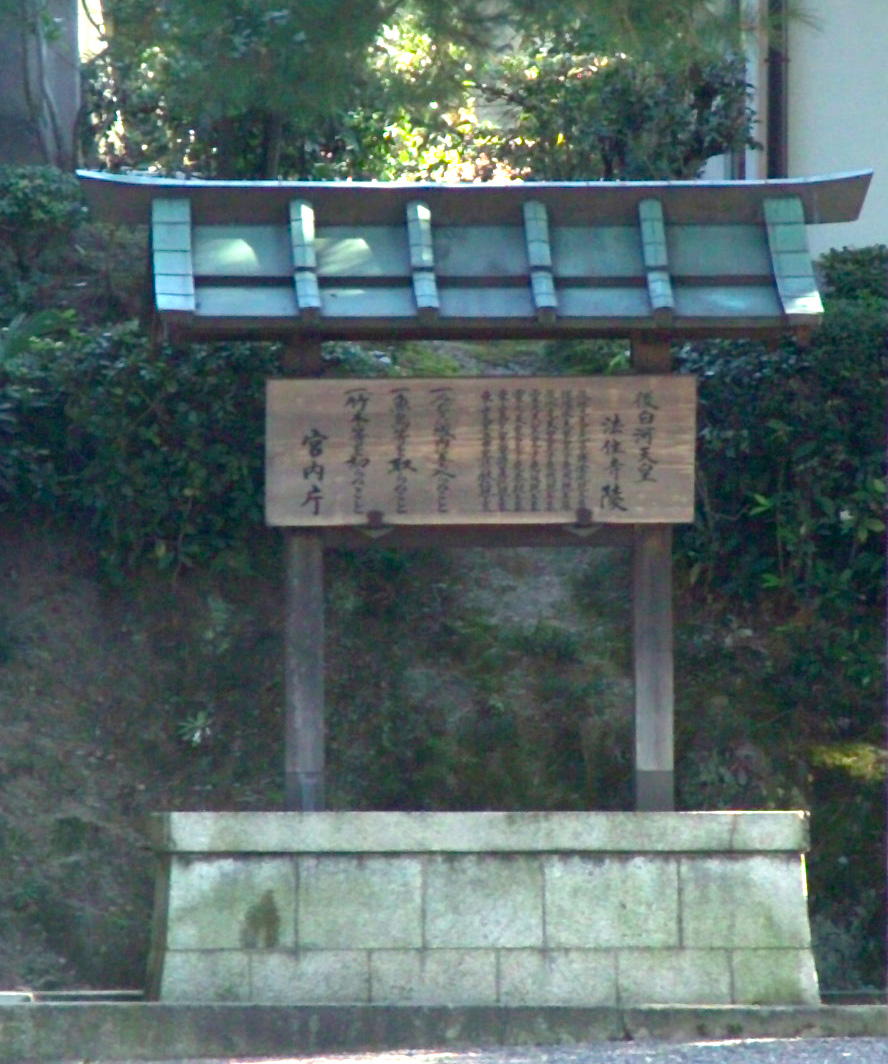
宮内庁による掲示

法住寺と隣接し、法華堂が建てられている。宮内庁月輪陵墓監区事務所の管轄。

## 住所
京都市東山区三十三間堂廻り町

## 主な行事
- 1月15日 - 無病息災大根炊き（不動明王に備えた大根を大鍋で炊いて接待）
- 5月2日 - 後白河院御聖忌法要（5月1日～7日には後白河上皇の木像が開扉公開される）
- 10月第2日曜日 - 今様歌合せ（日本今様歌舞楽会の奉仕）
- 11月15日 - 身代不動尊大祭（採灯護摩供養、舞楽の奉納）
- 12月14日 - 義士大祭（法要ののち献茶式、討入そば接待）